# Бузъу (град)
Вижте пояснителната страница за други значения на Бузъу.
Бузъу (на румънски: Buzău) e град и административен център в окръг Бузъу, Влашко, (Мунтения), Източна Румъния.

## География
Бузъу е разположен в централната част на окръг Бузъу, на десния бряг на река Бузъу. Заема площ от 81,3 км². Намира се на кръстопътя между европейски път E85, свързващ южната част на континента със северната му част и националния път, свързващ Трансилвания с дунавските пристанища и Черно море. В северната и северозападна част включва хълмове с височина 500 – 700 м, а на север – предпланинска равнина. Климатът е континентален.

## История

### Античност
Според румънски историци името Бузъу произхожда от тракийския корен „Бузе“. Към него е добавен гръко-латинския суфикс aios-eus, който вече се използва само в латинизирани неологизми.
В крайградския парк „Крънг“ е открито селище, специфично за културата „Кулменица“, характерно за четвъртото хилядолетие пр.н.е., както и погребение от бронзовата епоха, културата „Монтеору“ (2200 – 1100 г. пр.н.е.), а също и поселища на гето-даките южно от града.
Река Бузъу се споменава за първи път в документ, описващ житието на Сава от Бузъу, удавен на 12 април 372 г. във водите на река Моусайос (Бузъу) от непокръстени готи, начело с вожда Атанарис (документът "Страданията на Св. Сава”, написан през 376 г., копие от който се пази в библиотеката на Ватикана и библиотеката „Сан Марко“, Венеция). На 12 април източноправославната църква чества Свети Сава от Бузъу. От май 1996 Свети Сава е провъзгласен за духовен патрон на града.

### Средновековие
В по-ново време градът е споменат за първи път в документ, датиращ от 30 януари 1431 г., написан от Дан II (1420 – 1431), в който обяснява, че румънските търговци могат да купуват и продават стоки в Брашов, а брашовските – във Влашко, срещу определена митническа такса.
През 1500 г. войводата Радул Велики, с помощта на патриарх Нифон, основава епископия Бузъу и градът става епископален център. През 1507 г. град Боза (Бузъу) се появява за първи път на карта, изготвена от Николаус Германус (Nicolaus Germanus). През 1571 e изграден манастирът Бану, упоменат за първи път в документ от 1592 г., чийто ктитор е Андроник Кантакузин. През 1693 г. владетелят Константин Брънковяну издава разрешение за провеждането на пазар в града.
През 1831 г. в града е основано ичилище за стенопис и иконопис към епископията, ръководено от Николае Теодореску, а през 1832 г. отваря врати първото училище по румънски език с директор Дионисие Романо. През 1832 г. е първото официално преброяване в града, което сочи, че тогава в него живеят 2567 души. Според статистиката, по националност 99% от жителите са румънци, но има и 18 евреи, 1 англичанин и 1 австриец.

### По-нова история
Бузъу е първият провинциален град, в който на 18 – 19 юни 1848 г. е създадена Национална гвардия.
През 1867 г. е основана гимназията „Тудор Владимиреску“, преименувана в 1875 г. в „Александру Хасдеу“, днес Национален колеж „Б.П. Хасдеу“.
През 1872 г. е пусната в експлоатация жп линията Букурещ – Бузъу – Браила – Галац, а през 1881 г. – линията Бузъу – Марашещ, която е първата, проектирана и изградена от румънски инженери. През 1891 г. заработва фабриката „Brainski & Rosazza S.A.“, която първа в кралството започва да произвежда тухли и керамика, оборудвана с големи пещи.
При избухването на Балканската война в 1912 година един човек от Бузъу е доброволец в Македоно-одринското опълчение.
През Първата световна война на бойното поле загиват 7867 жители на Бузъу, а материалните щети за града се изчисляват на 125 150 880 златни леи. През Втората световна война градът е окупиран от немските войски, а през август 1944 г. в него влизат съветските войски.
Бузъу стана окръжен център през 1968 г. През 1991 г. се полагат основите на православната катедрала „Свети Сава“.

## Известни личности
Родени в Бузъу
- Кътълин Предою (р. 1968), политик
- Михаела Рунчану (1955 – 1989), певица и учителка

Починали в Бузъу
- Поликарп Патарски (1790 – 1865), български духовник